# Véke
Véke (szlovákul: Vojka) község Szlovákiában, a Kassai kerület Tőketerebesi járásában.

## Fekvése
Királyhelmectől 6 km-re északnyugatra, a Tice-patak partján fekszik.

## Története
1233-ban említik először, mint Weytke Péter birtokát. 1265-ben IV. Béla király hívének, Martonosnak ajándékozta. Az 1400-as években több birtokosa volt, köztük a Csapi, Eszenyi, Gecsei, Kálnai és Czékei családok. 1557-ben a falu mindössze 1 portával adózott. A 16. század második felében előbb Skaricza Mátyás, majd Vékey Ferenc tulajdona. A század végén Paczoth Ferenc és Melith Pál tulajdonában találjuk. Az 1600-as években többek között a Sennyey, Perényi, Pike, Vékey, Barkóczy és Andrássy családok birtokolják. 1633-ban állt itt a Perényiek emeletes kő udvarháza. 1787-ben 43 házában 337 lakos élt. A 18–19. században nagyobb birtokosai a Szikszayak, Ghillányiak, Somlyodyak, Sennyeyek, Szirmayak, Majláthok és Szmrecsányiak.
1796-ban Vályi András ezt írja róla: „VÉKE. Magyar falu Zemplén Várm. földes Urai Szirmay, és több Uraságok, lakosai katolikusok, és ó hitüek, fekszik Zetényhez közel, szántó földgye jó, fekete agyagos, van dombos, és homokos is, mindenféle vetemény termésre alkalmatos, réttye kevés, erdeje nintsen.”
1828-ban 62 háza és 473 lakosa volt. Lakói mezőgazdasággal, gyümölcstermesztéssel, állattartással, kosárfonással foglalkoztak.
Fényes Elek 1851-ben kiadott geográfiai szótárában így ír a faluról: „Veke, Zemplén vmegyében, magyar falu, a Bodroghközben, Bolyhoz 3/4 órányira: 299 romai, 55 gör. kath., 247 ref., 46 zsidó lak. Kath. és ref. templom. 736 hold szántóföld, F. u. b. és gr. Sennyei, Szirmay, kinek itt kastélya van, s m. Ut. p. Ujhely.”
Borovszky Samu monográfiasorozatának Zemplén vármegyét tárgyaló része szerint: „Véke, magyar kisközség a Bodrogközön, 125 házzal és 640 róm. kath. vallású lakossal. Postája és távírója Királyhelmecz, vasúti állomása Perbenyik. Ősrégi község, mely Weyka néven IV. Bélának 1245-ben kelt oklevele szerint Weykai Mártoné, a ki azt Wolchok fiának, Mikének eladta. 1407-ben Kiseszenyi András tiltakozik az ellen, hogy a Zendiek Vékét birtokba vegyék. 1411-ben már a Csapiak szerepelnek itt. 1420-ban a Makó családot, 1437-ben Polyák Jánost, 1444-ben Pike Balázst, 1454-ben Ezen (Eszenyi) Istvánt és Gecsei Jánost, 1461-ben Makó Jakabot, 1475-ben Kálnai Györgyöt s 1493-ban Czékei Jánost iktatják némely részeibe. 1550-ben Skaricza Mátyásnak, 1560-ban Vékey Ferencznek van itt birtoka, de az utóbbi a maga részét 1570-ben leányára, Csapy Gergelynére íratja. Az 1598-iki összeírás csak két birtokosát említi, Paczoth Ferenczet és Melith Pált. 1623-ban Santhus Györgyöt s 1629-ben ’Sennyey Sándort iktatják némely részeibe. 1633-ban Perényi Imre és Zsigmond akkori birtokosai osztozkodnak az „alsó kastély” és a felső „menyezetes ház” fölött. 1656-ban Pike Ádámot iktatják birtokába, a mikor Véke alias Pike néven említik s ugyanakkor Vékey Ádámot is beiktatják, a miből az látszik, hogy ez a kettő nem egy személy. 1658-ban a Barkóczyaknak is van itt részük s 1693-ban Andrássy Klárát és Barkóczy Lászlót is némely birtokrészbe iktatják. Később birtokosai a Szikszayak, a báró Ghillányiak, báró Sennyeyek, a Keszy és a Szirmay családok. Itt nyugszik a róm. kath. templomban Szirmay Antal, a történetíró († 1812. szept. 24.). Később a Mailáthok lettek a földesurai s most a Szmrecsányiaknak van itt nagyobb birtokuk és két régi úrilakuk, melyek közül az egyiket, melyben most is a család lakik, Szmrecsányi János 1891-ben építtette, ellenben a másik kastély földszintje 1523-ban épült, de emeletét 1791-ben báró Ghillányi György és neje, Péchy Magdolna emeltették. Ezektől a Szirmayakra szállott, kiktől gróf Mailáth Antal 1848 körül megvette s leányágon került a mostani tulajdonos birtokába. A Szmrecsányiak úrilaka nagy kényelemmel van berendezve s kb. 2500 kötetes könyvtára van. A lakosokat 1869-ben tűzvész, 1888-ban pedig árvíz sujtotta. Róm. kath. templomáról már 1314-ben van említés. Harangja 1314-ből való volt és Pápán öntötték. 1865-ben a község templomostul együtt leégvén, a harang is elolvadt. 1558-ban itt temették el I. Ferdinánd ama híveit, a kik a Zétény határában, a Szapolyay-féle csapatokkal vívott ütközetben elestek. 1578-ban Vékey Ferencz a kath. templomot a protestánsok részére elfoglalta, de 1751-ben báró Ghillányi György ismét visszaadta nekik. 1797-ben özv. Ghillányi Györgyné szül. Péchy Mária a régi templomot megújíttatta és megnagyobbíttatta. Itt van a Ghillányi család sírboltja is és Szirmay Antal is, mint Ghillányi-vő, benne van eltemetve. Az 1865-iki tűzvész után gróf Mailáth Antal kanczellár újra helyreállíttatta, 1894-ben pedig Szmrecsányi János restauráltatta. E községhez tartozik Darvas-tanya is.”
1920-ig Zemplén vármegye Bodrogközi járásához tartozott. 1938 és 1944 között újra Magyarország része volt.

## Népessége
| Év:            | 1994. | 2004.    | 2014.   | 2024.    |
| -------------- | ----- | -------- | ------- | -------- |
| Emberek száma: | 408   | 506      | 503     | 556      |
| Eltérés:       |       | +24,01 % | -0,59 % | +10,53 % |

| Év:            | 2023. | 2024.   |
| -------------- | ----- | ------- |
| Emberek száma: | 542   | 556     |
| Eltérés:       |       | +2,58 % |

1910-ben 596-an, túlnyomórészt magyar anyanyelvűek lakták.
2011-ben 514 lakosából 346 magyar, 95 cigány és 68 szlovák volt.
2021-ben 518 lakosából 322 magyar (62,1%), 140 szlovák, 43 cigány, 3 cseh, 1 albán, 9 ismeretlen nemzetiségű volt.

## Nevezetességei
- A Ghillányi-kastélyt 1791-ben Szirmay Antal történész, etnográfus, Zemplén megye levéltárának megalapítója bővítette. A szomszédos római katolikus templom kriptájában nyugszik.
- A Szmrecsányi-kúria valószínűleg a 19. század második felében épült. Egykor 2500 kötetes könyvtára volt.
- Temploma az 1332-1337 között készült pápai tizedjegyzék szerint már állt. A többszörös felújítások az ősi építészeti jegyeket nem hagyták meg. Az 1865-ös tűzvész megsemmisítette a templom 1314-ben, Pápán öntött harangját is.[halott link]

## Képtár

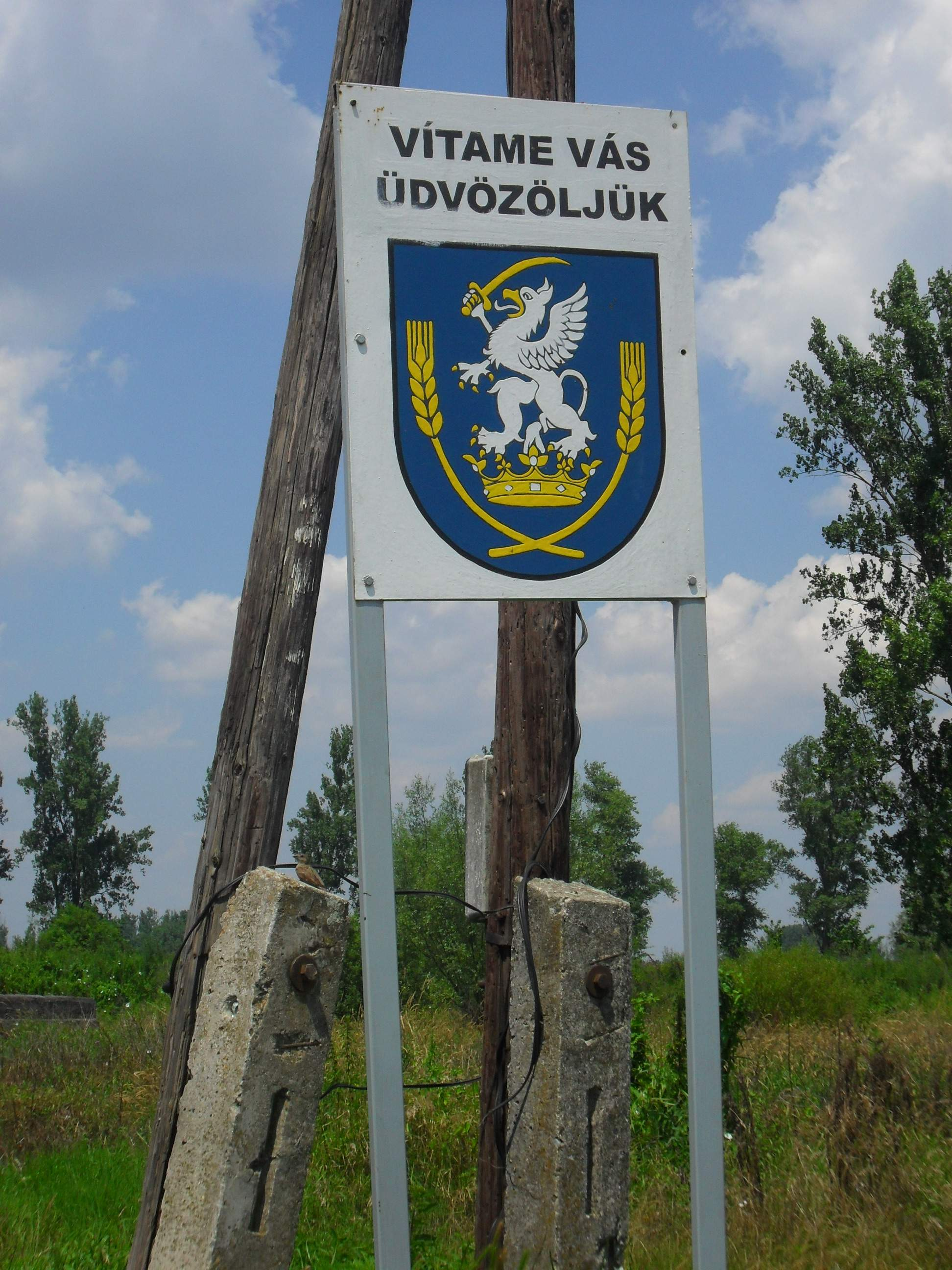
Címeres üdvözlőtábla
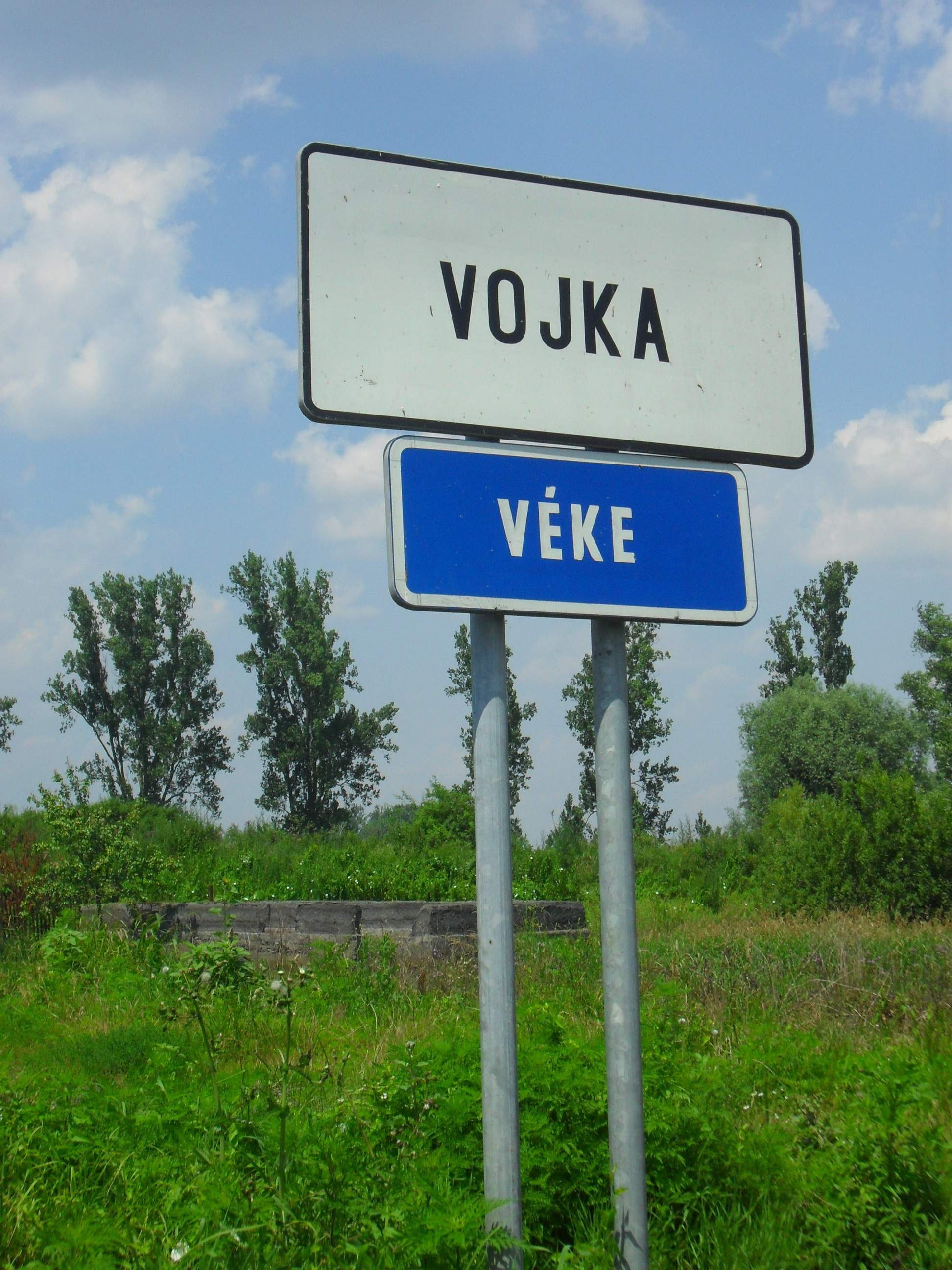
Kétnyelvű helységnévtábla
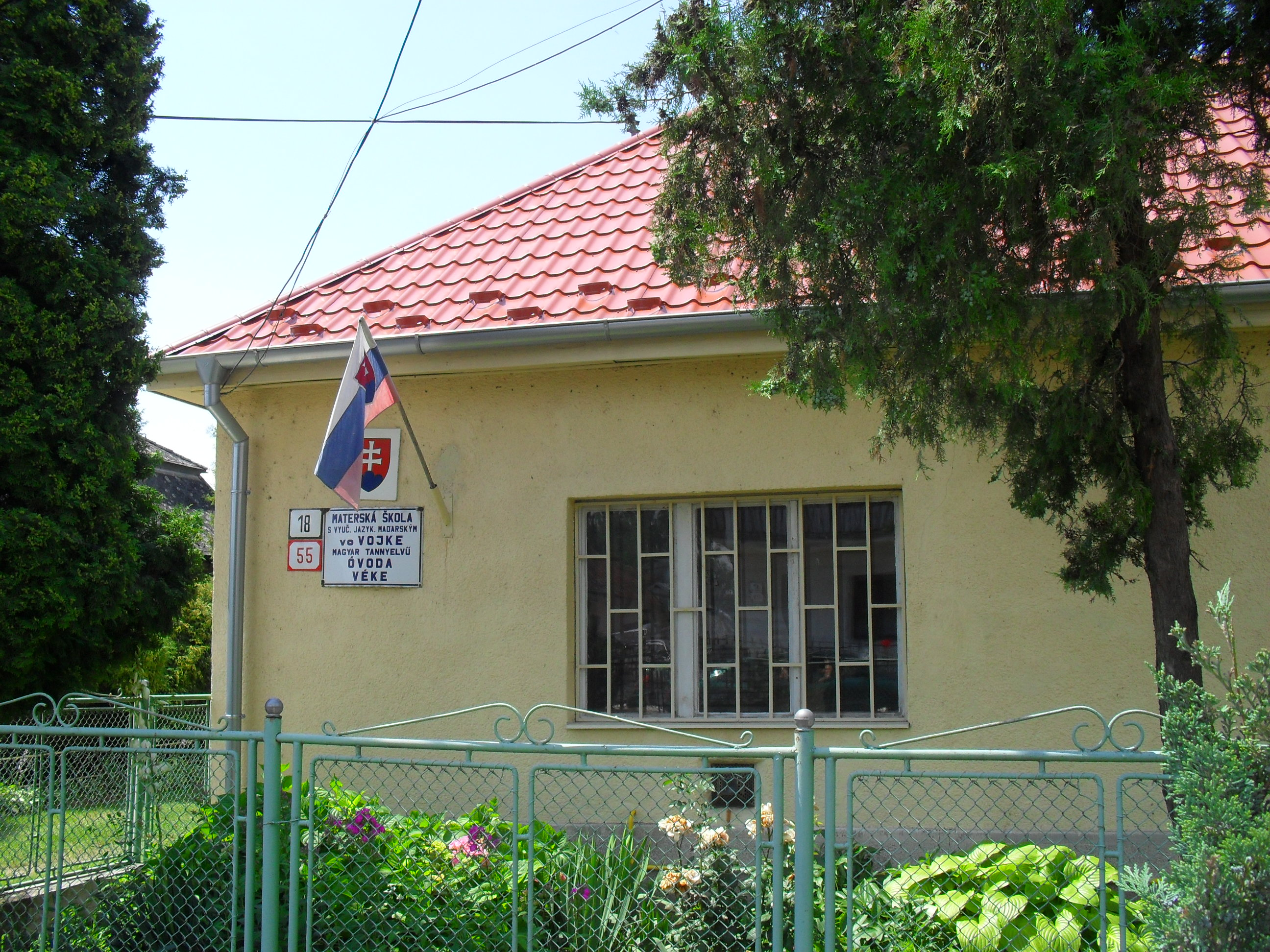
Óvoda
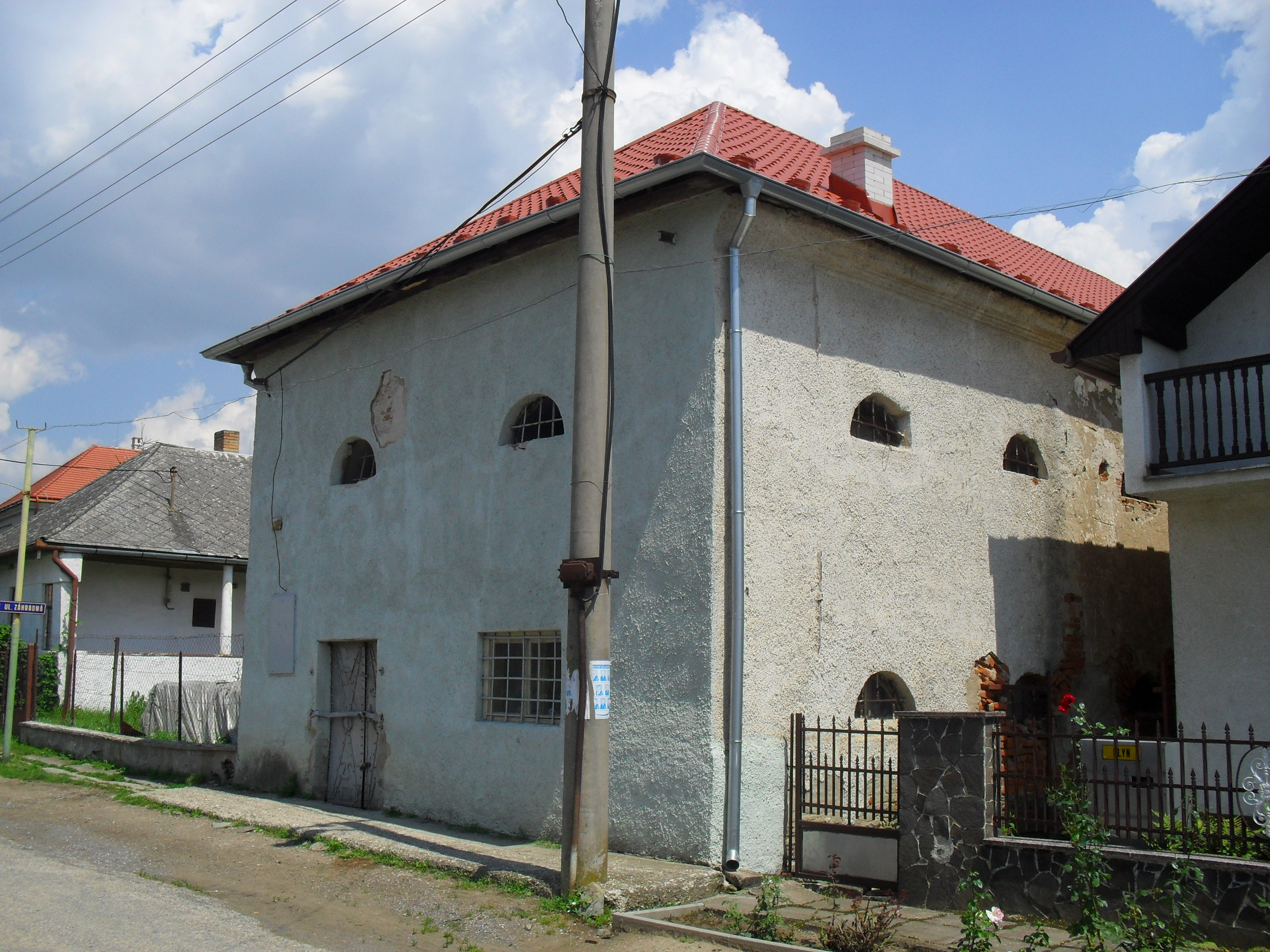
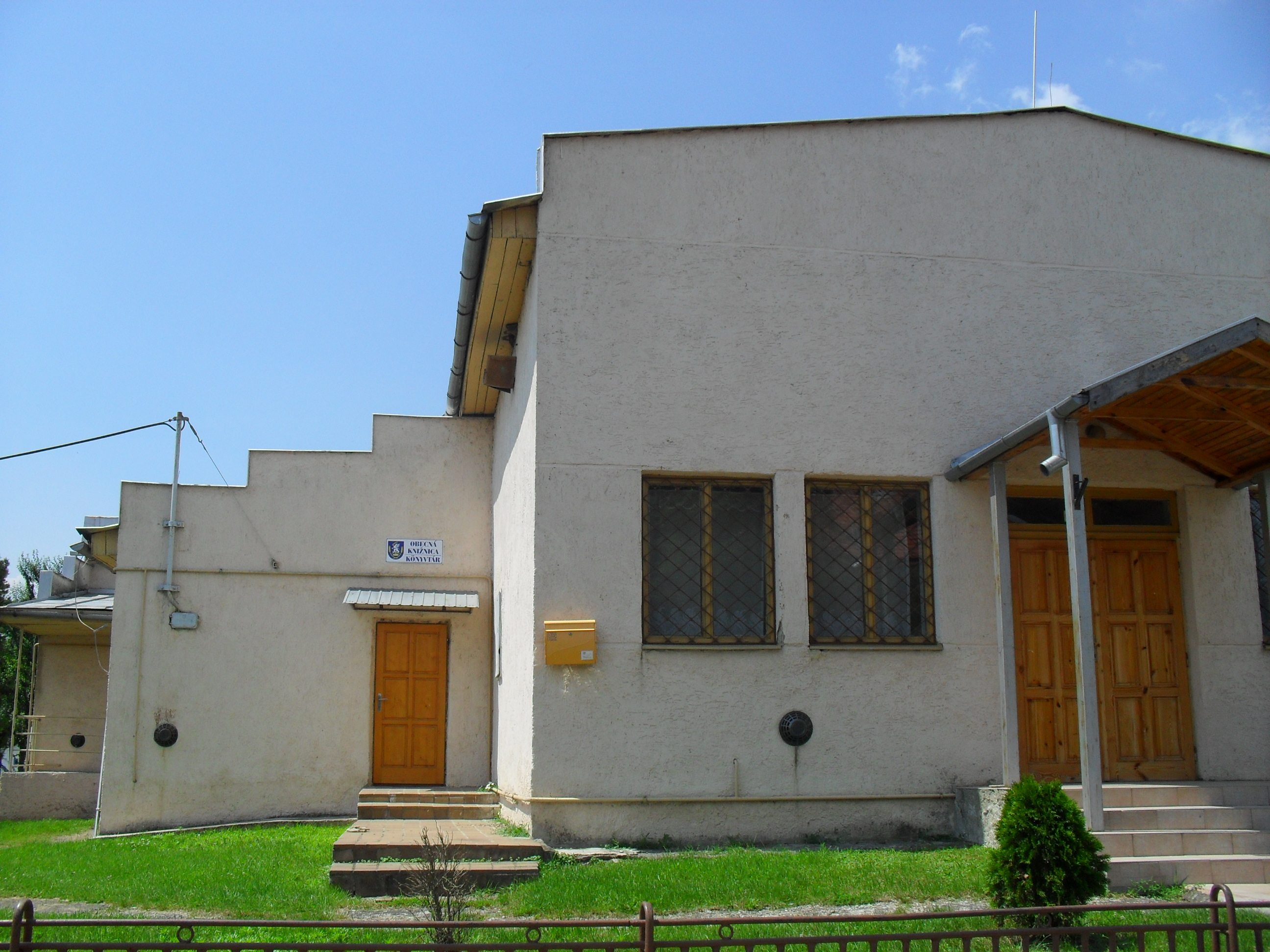
Kultúrház
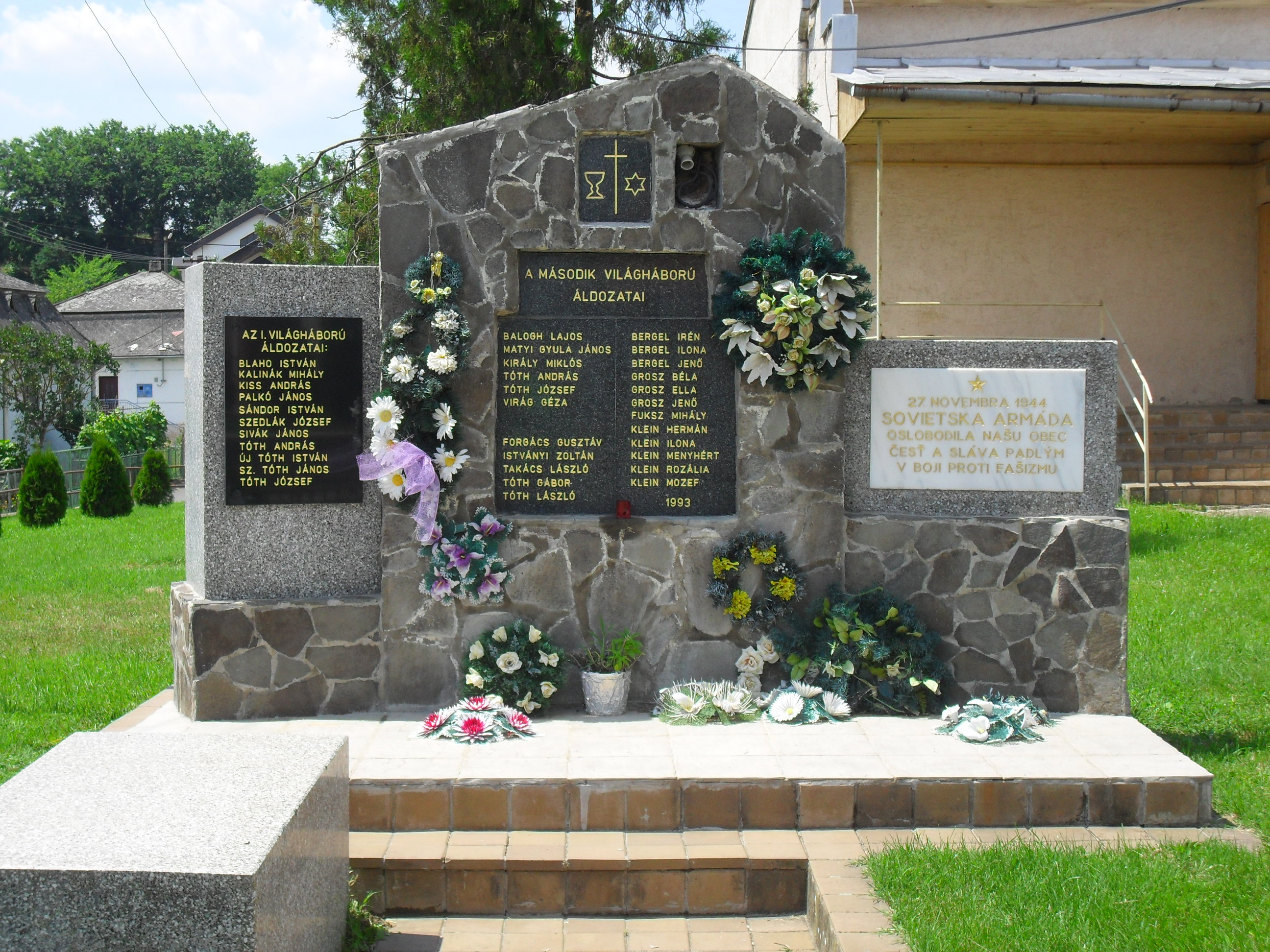
Világháborús emlékmű
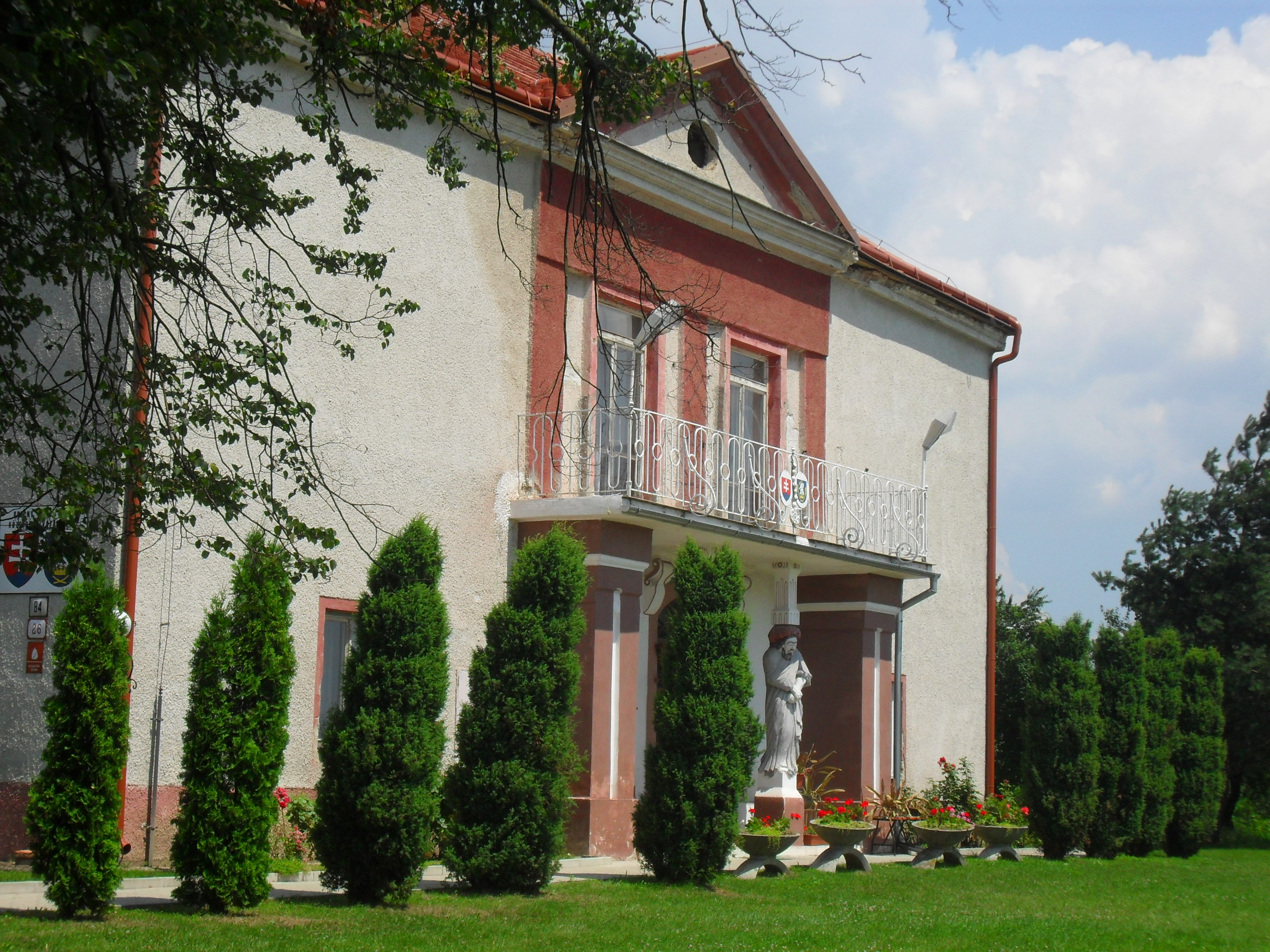
Községi hivatal
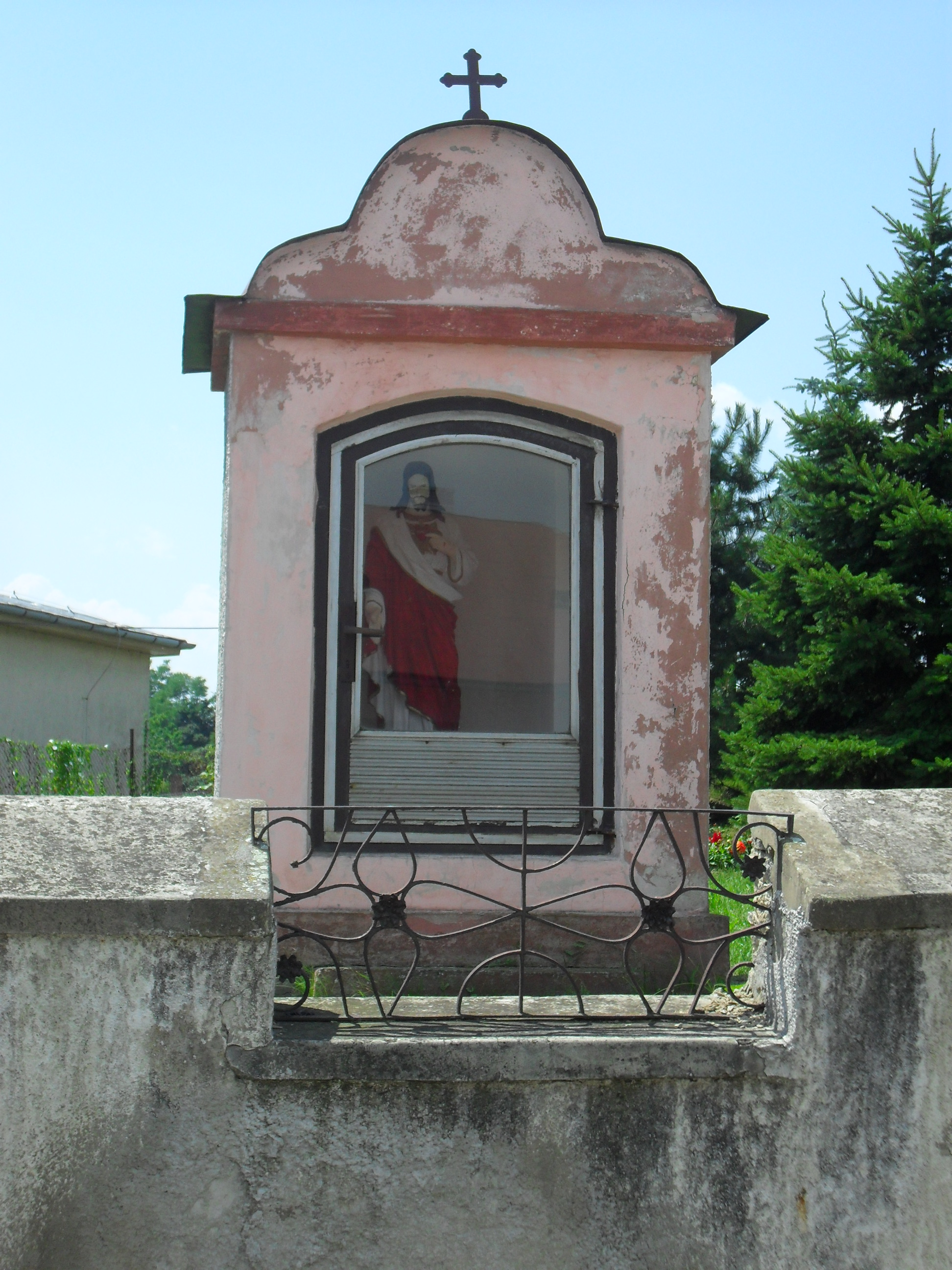
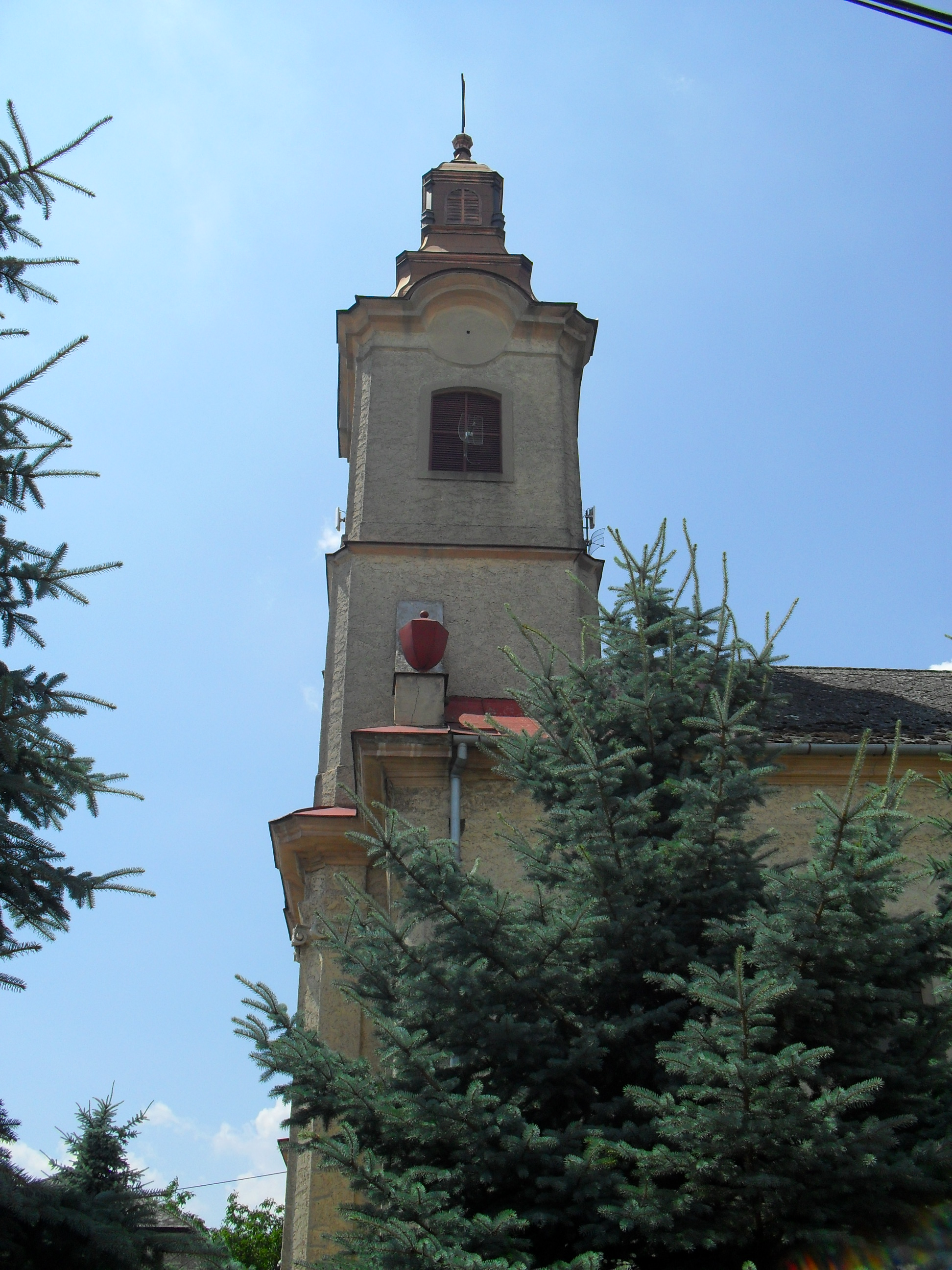
Katolikus templom
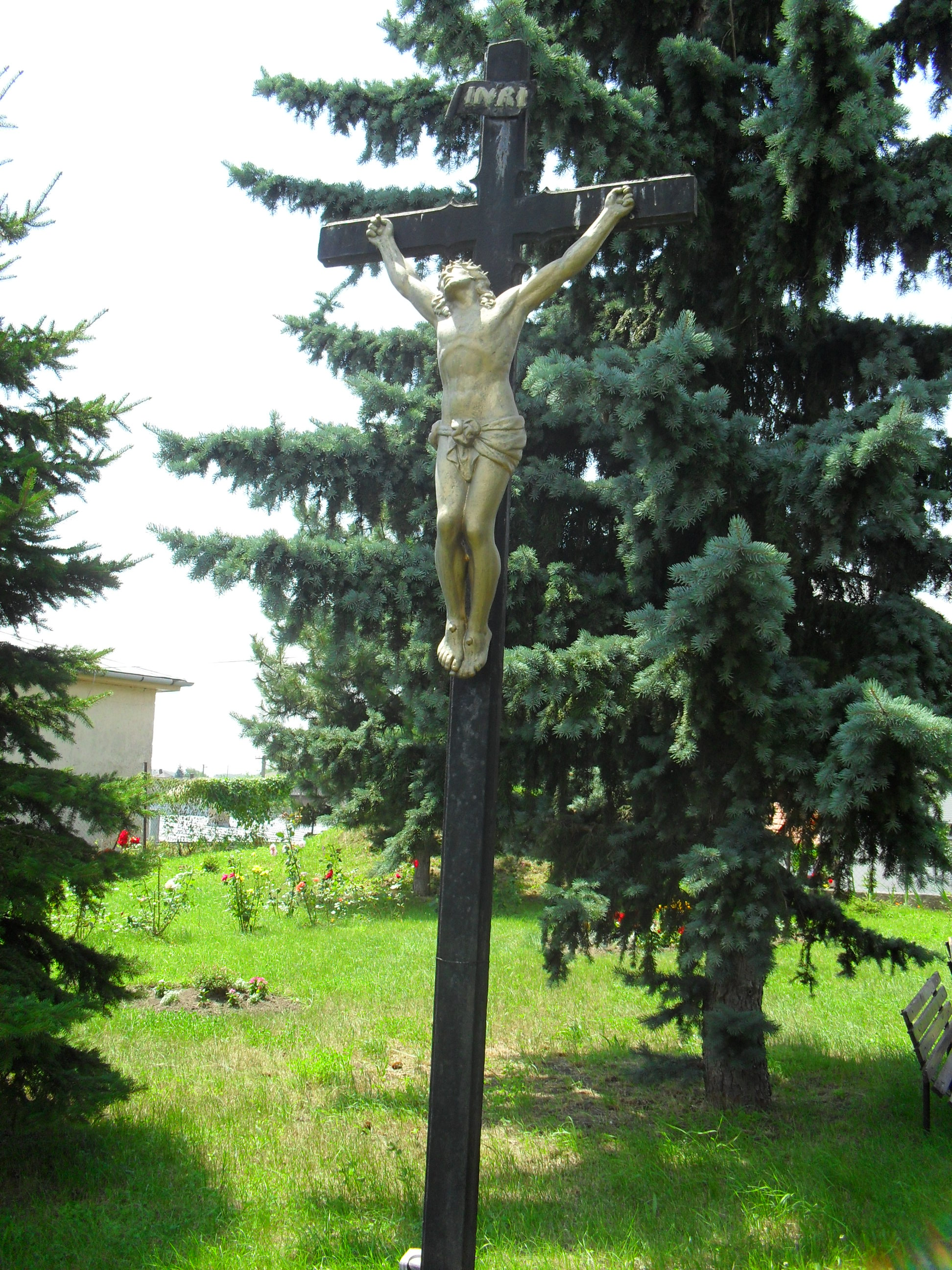
Kereszt a templom mellett
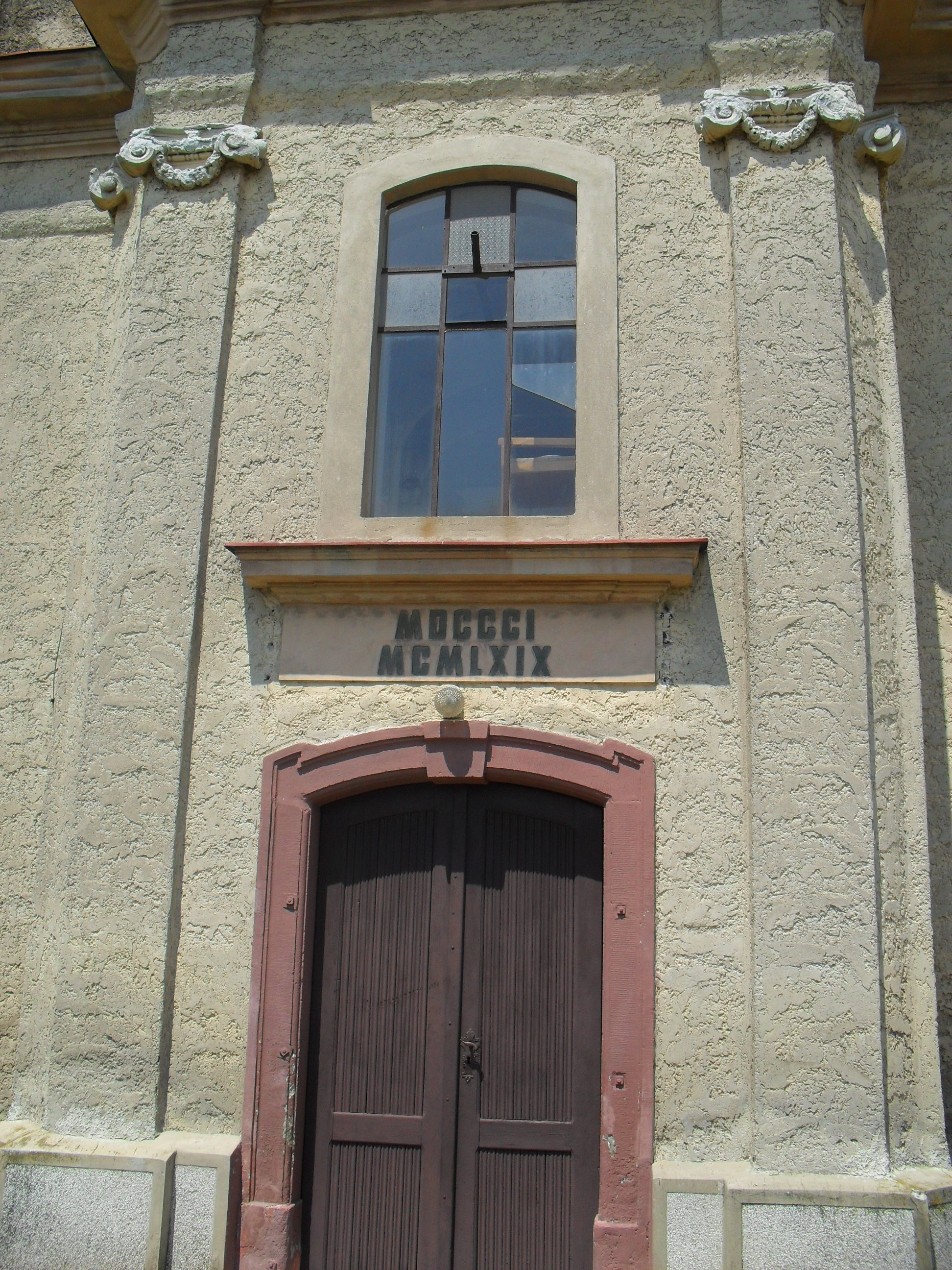
A katolikus templom bejárata
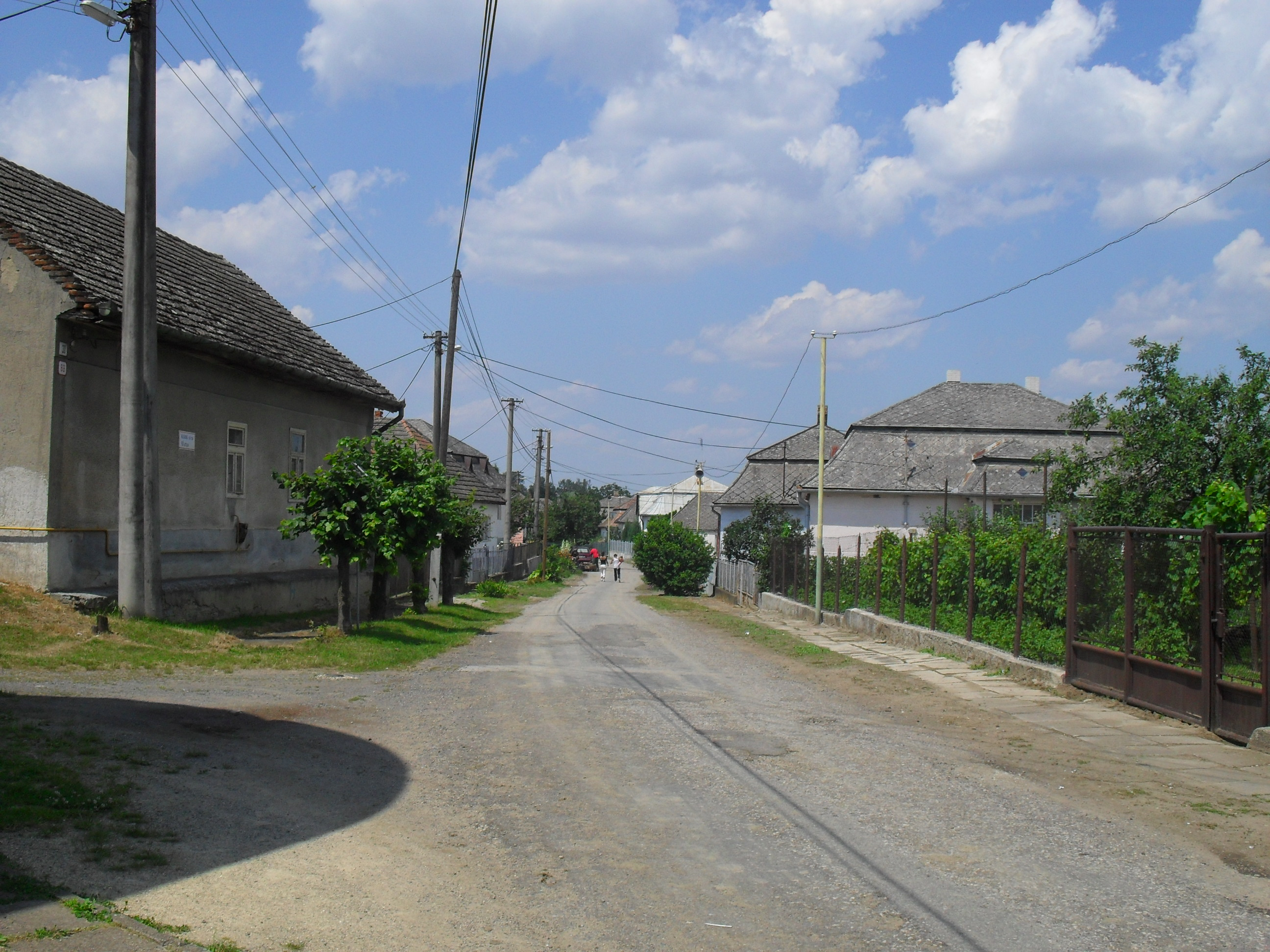
Utcakép
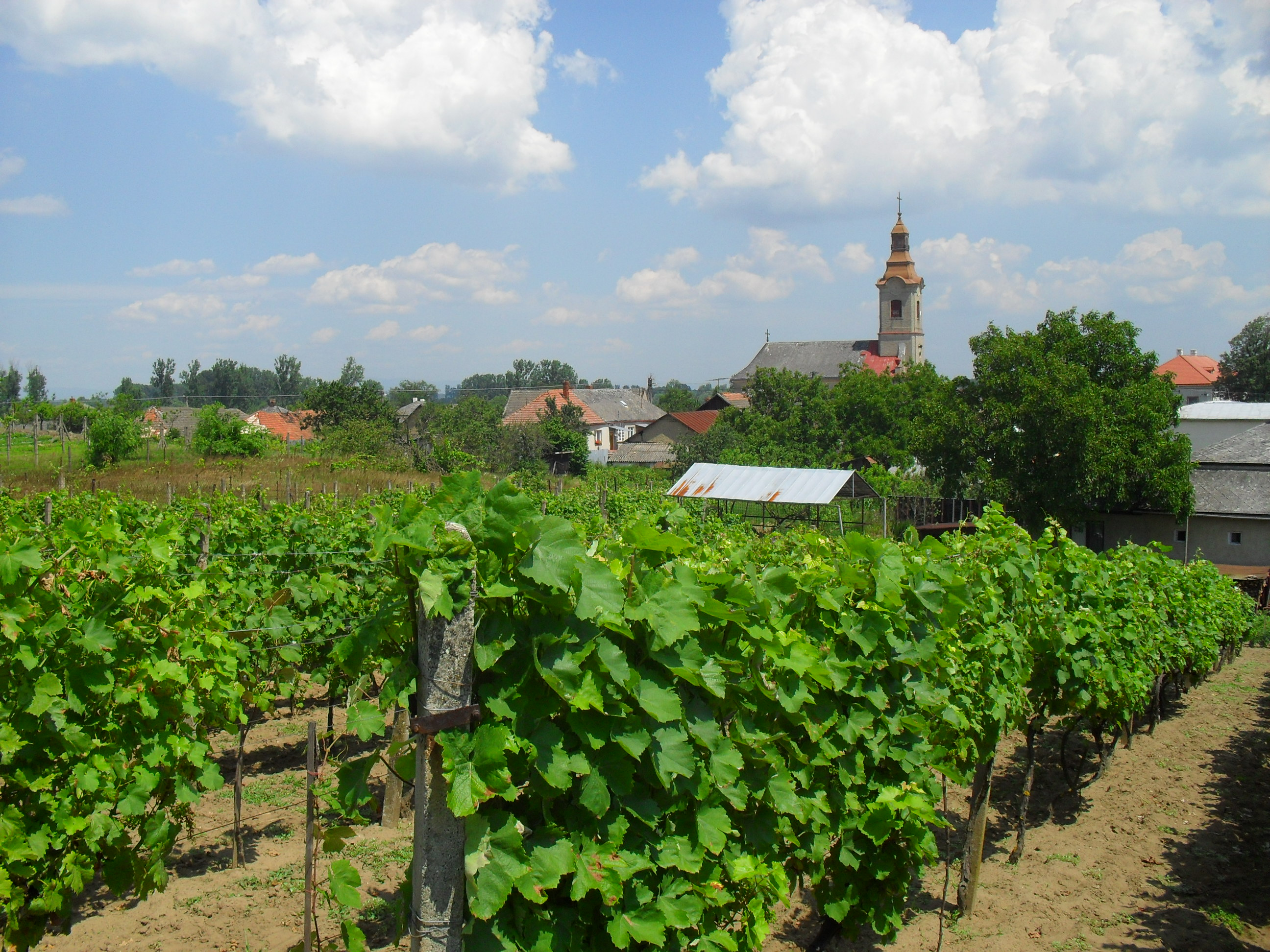
Vékei részlet
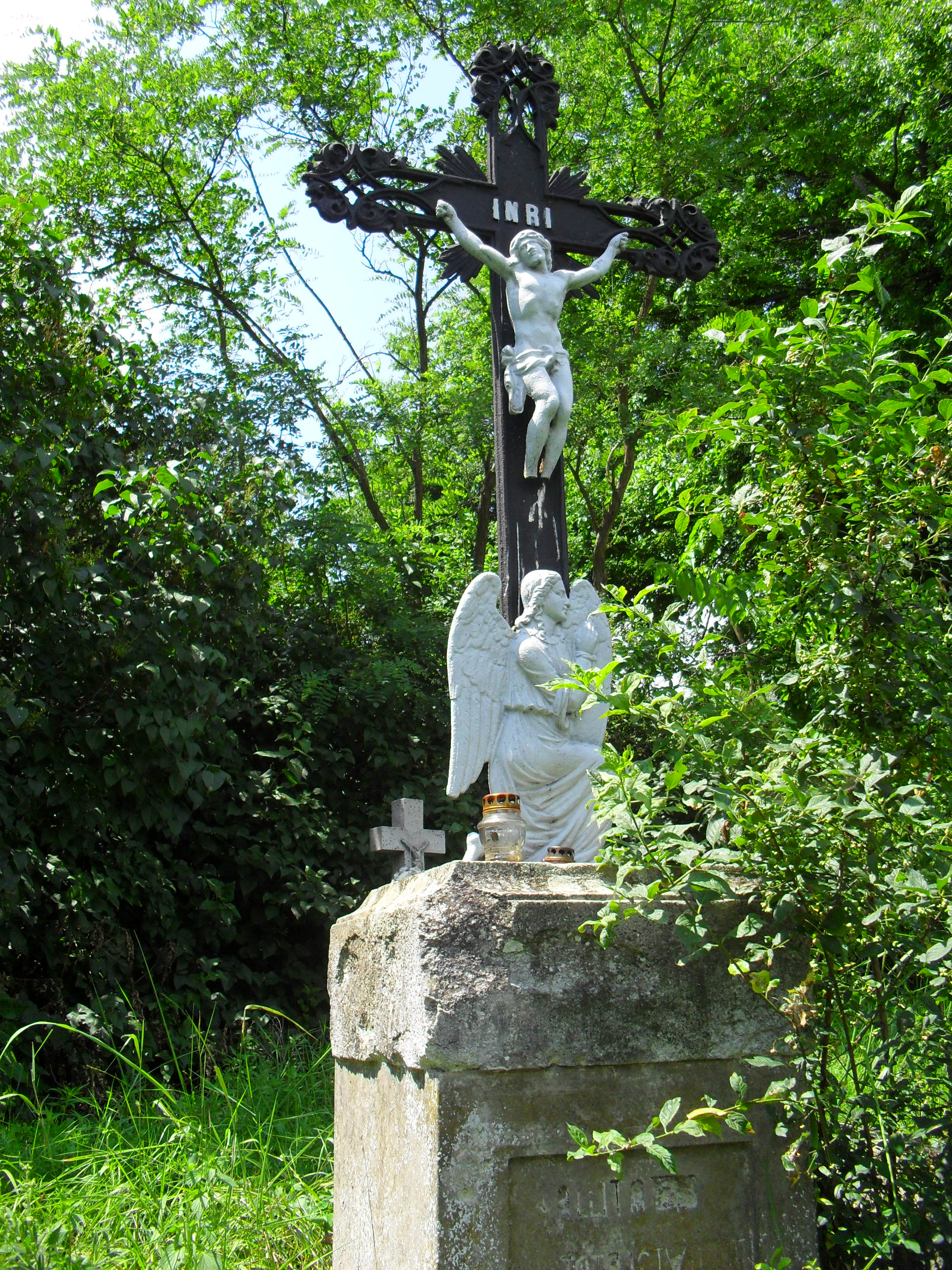
Temetői nagykereszt
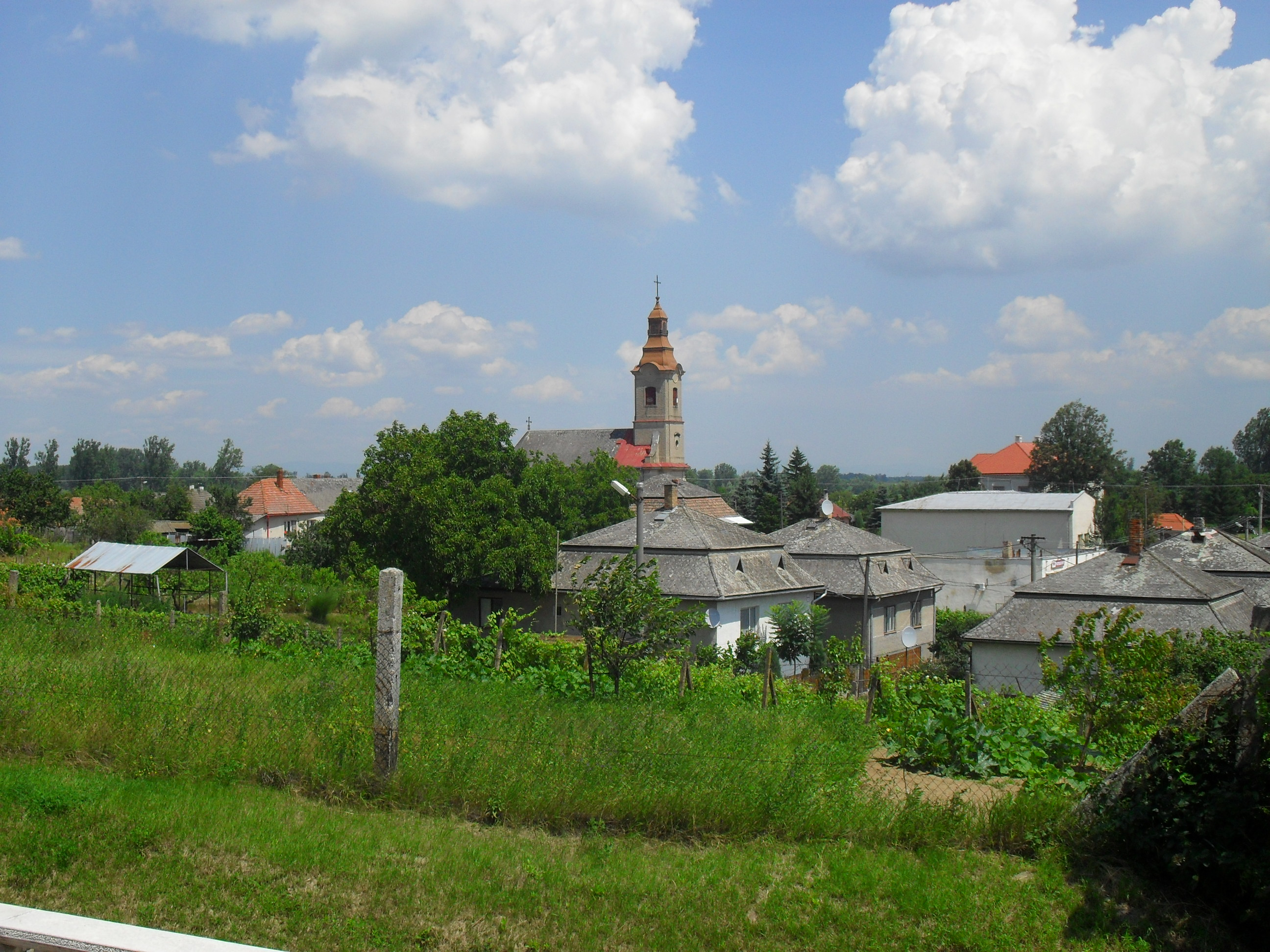
A falu látképe a temetőből
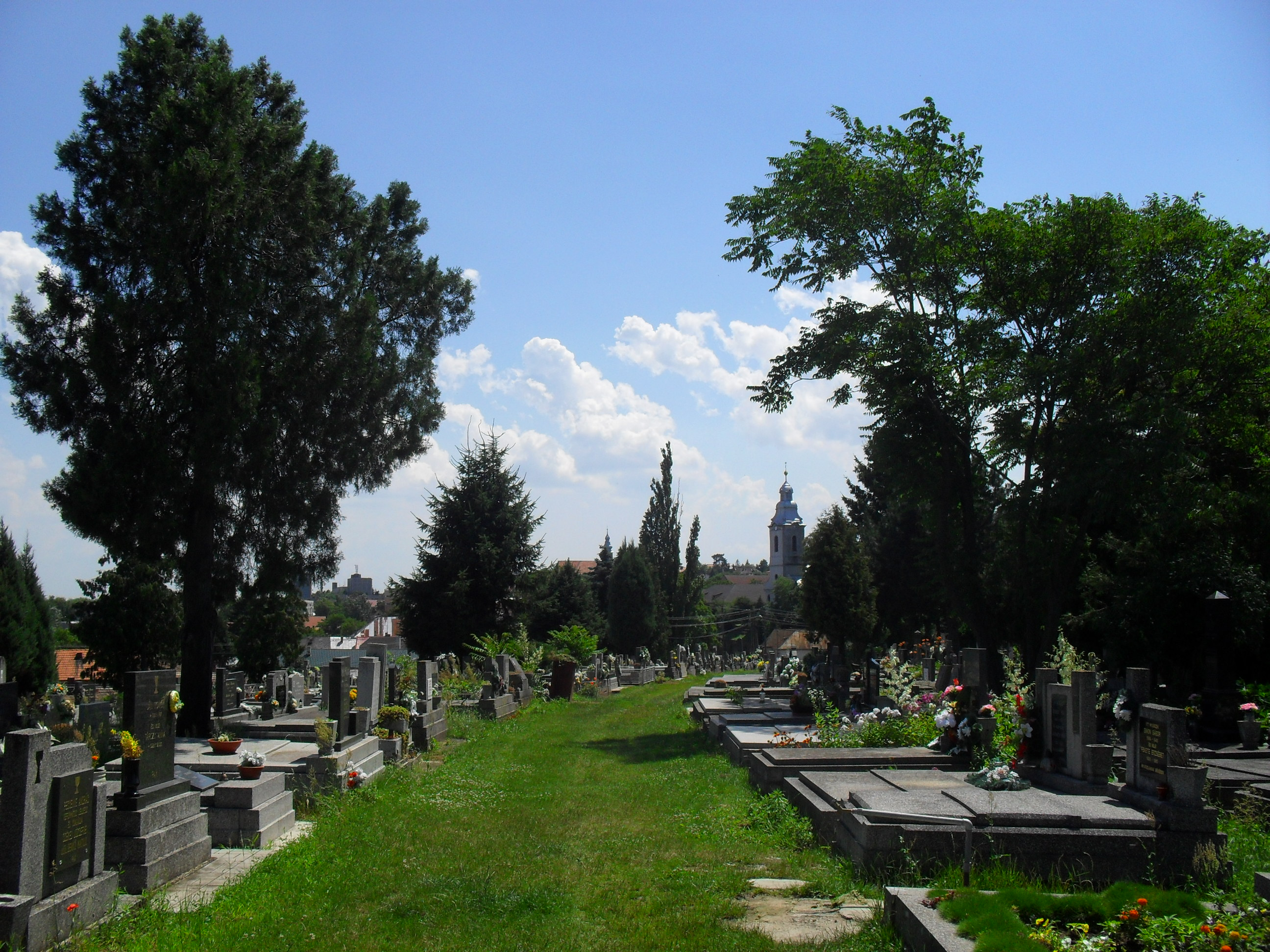
Temető
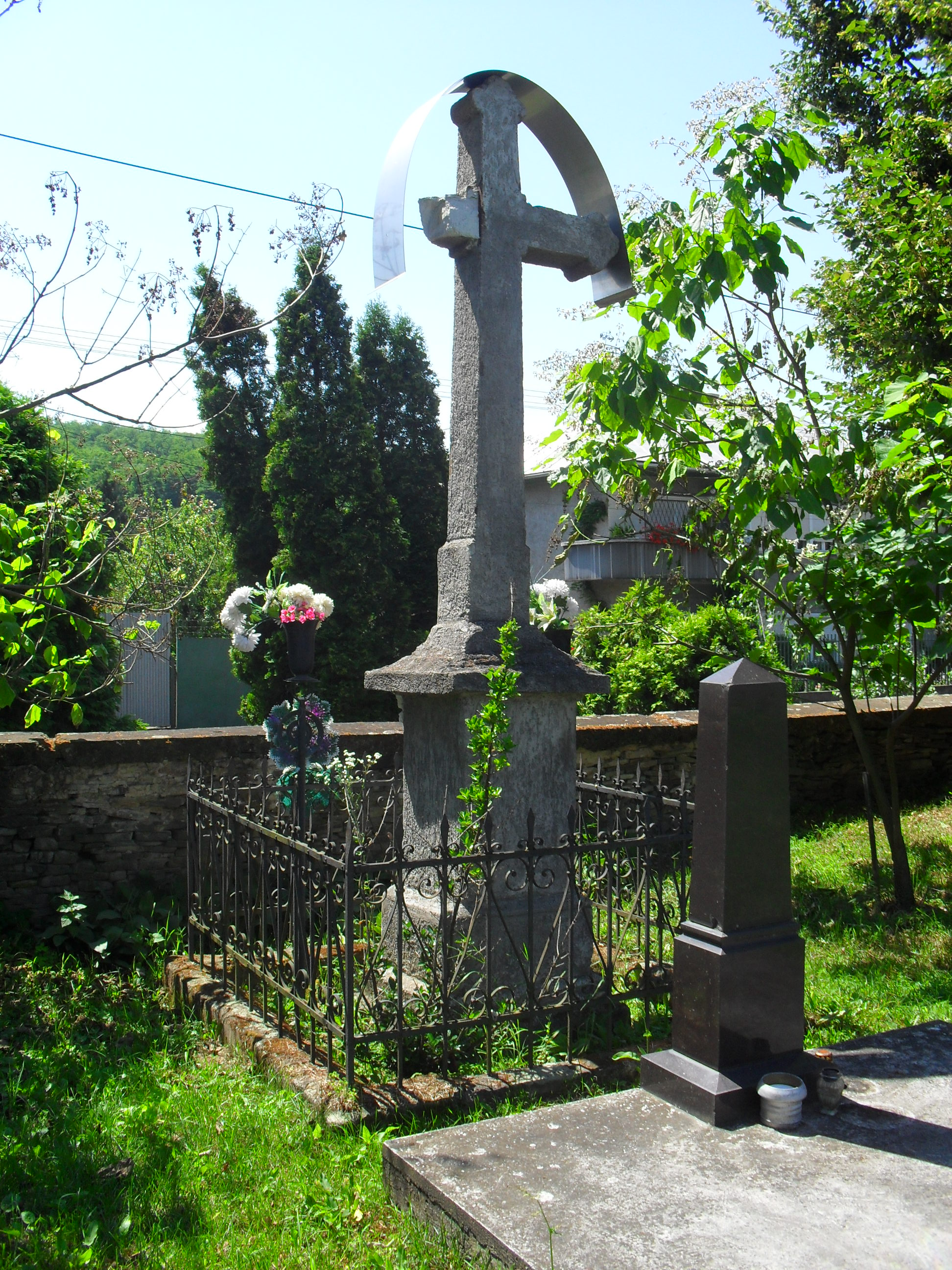
Temetői nagykereszt